# Nguyễn Phúc Trú
 (octobre 2018).
Si vous disposez d'ouvrages ou d'articles de référence ou si vous connaissez des sites web de qualité traitant du thème abordé ici, merci de compléter l'article en donnant les références utiles à sa vérifiabilité et en les liant à la section « Notes et références ».
Nguyễn Phúc Trú ou Nguyễn Phúc Chú (14 janvier 1697 - 7 juin 1738), connu également sous le nom du seigneur Ninh (vietnamien : chúa Ninh), dignitaire vietnamien et membre de la famille des Nguyễn. Il règne de 1725 à 1738.